# Dąbrowa Dolna (województwo świętokrzyskie)
Dąbrowa Dolna – wieś w Polsce położona w województwie świętokrzyskim, w powiecie kieleckim, w gminie Bodzentyn.
8 maja 1943 żandarmi niemieccy pod dowództwem Gerulfa Meyera spacyfikowali wieś. Zamordowano 31 osób (zidentyfikowano 8 ofiar) i spalono 20 gospodarstw. Gerulf Meyer został skazany za liczne pacyfikacje w 1969 przez sąd w Grazu na 15 lat pozbawienia wolności.
W latach 1975–1998 miejscowość administracyjnie należała do województwa kieleckiego.
Przez miejscowość przebiega droga wojewódzka nr 751.